# Philip Sheridan
Philip Henry Sheridan, född 6 mars 1831 i Albany, New York, död 5 augusti 1888 i Nonquitt, Massachusetts, var en amerikansk general i Nordstaterna under amerikanska inbördeskriget. Han är känd för sin snabba befordran till generalmajor och sitt nära samarbete med generallöjtnant Ulysses S. Grant som överförde Sheridan från hans befäl över en infanteridivision i väst till att leda en kavallerikår ur Army of the Potomac i öst. År 1864 besegrade han sydstaterna vid Shenandoah Valley och hans förstörelse av den ekonomiska infrastrukturen i dalen, som kallas "The Burning" av lokalinvånare, var en av de första användningarna av den brända jordens taktik i kriget. År 1865 förföljde hans kavalleri general Robert E. Lee och bidrog till kapitulationen vid Appomattox.
Sheridan deltog senare under de sista åren av Indiankrigen i Great Plains. Både som soldat och privatperson bidrog han till utvecklingen och skyddet av Yellowstone National Park. År 1883 utsågs Sheridan till amerikanska arméns generalöverbefälhavare och 1888 befordrades han till General of the Army under president Grover Cleveland.